# إليوت كارتر
إليوت كارتر بالإنجليزية Elliot Carter (و. 11 ديسمبر 1908 – ت. 5 نوفمبر 2012) مؤلف موسيقي أمريكي فاز مرتين بجائزة بولتزر. مصلطحاته شديدة التعقيد أربكت أو حيرت، وأسعدت أو أزعجت العديد من أجيال العازفين والسامعين.
نشأ كارتر في نيويورك، كان ابن لأحد مستوردي رباط الأحذية الذي كان ميسور الحال، والتحق بمدرسة هوريس مان، حين تطور لديه اهتماما بالموسيقى الحديثة، خاصة موسيقى سكريابين وسترافنسكي. عام 1924 التقى مع تشارلز آيفز في حفل موسيقي في قرية جرينتش. موسيقى آيفز تركت أثرا هاما على كارتر، مثلما فعلت موسيقى إدجارد فاريز. وأصبحت موسيقى الجاز في الثلاثينات والأربعينات – خاصة العزف المتقدم إيقاعيا لفاتس والر – لها دورًا أثر في طريقة تفكيره.
وفي عام 1926 ذهب كارتر لجامعة هارفارد، حيث درس الأدب والفلسفة إضافة للموسيقى، ثم مكث ليحصل على درجة الماجستير في الموسيقى، حيث درس التأليف الموسيقي مع والتر بيستون وإدوارد بيرنجهام هيل. اقتنع أنه احتاج للمزيد من التدريب، فذهب ليدرس مع ناديا بولانجييه في باريس حيث ركز أساسا على الكونترابنط والشكل الموسيقي. تناوُل بولانجييه التحليلي واهتمامها بتكنيك التأليف هدأ من حماس كارتر الشبابي لطرق التجريب الحديثة، على الأقل مؤقتا. وكانت أعماله الأولى بعد فترة الدراسة مع بولانجييه، بما في ذلك باليه «بوكاهناتاس» في التيار الكلاسيكي المجدد. لكن في عمله «افتتاحية عطلة» 1944، ظهرت قوة جديدة في مصطلحات كيج حتى أصبحت أوضح في أعماله الكبرى التالية، «سوناتا البيانو» و«سوناتا للتشيللو والبيانو» 1948.
وصار تطور لغة كارتر بعيدا عن وضوح الكلاسيكية المجددة تجاه مصطلحات شائكة أكثر بكثير تتمتع بالنسيج والإيقاع واضحا في «الرباعية الوترية رقم 1» التي عرضت، رغم تعقيدها وطولها الذي بلغ 40 دقيقة، وسط تهليل من الجمهوري فورا وبشكل هائل في أمريكا وأوروبا. وكانت «الرباعية الوترية رقم 2» 1959 مرحلة فاصلة أخرى في مشواره الفني. فكارتر استكشف الآلات كأربع «شخصيات» مميزة وكتب تباعا لكل واحدة. وهذا العمل أدى إلى فوز كارتر بأول جائزة بولتزر له.
باستثناء عمل «تنويعات للاوركسترا»، ابتعد كارتر عن الموسيقى الأوركسترالية أثناء فترة الخمسينات. لكن في الستينات أنتج ثلاثة أعمال سيمفونية طموحة محكمة البناء: «الكونشرتو المزدوج للهاربسكورد والبيانو مع فرقتي أوركسترا الحجرة» 1961 وكونشرتو البيانو وكونشرتو للأوركسترا.
أظهرت الكثير من موسيقى كارتر تعقيدا مميزا وإن كان أحيانا يصعب اختراقه في تنظيم المادة الفنية. وتشمل جهوده الكبيرة التي بذلها في فترة السبعينات والثمانينات الرباعيات الوترية رقم 3 سنة 1971 التي حصلت على جائزة بولتزر ورقم 4 سنة 1985 ورقم 5 سنة 1995 و«فانتازيا ليلية» سنة 1980، وهو عمل صولو كبير للبيانو كلفه به مجموعة من أربعة عازفين بيانو هم بول جيكوبز وجلبرت كاليت وأورسولا أوبنز وتشارلز دوزين، و3 متتاليات للمطربين الصولو وفرق مختلطة – «مرأة يعتمد عليها» 1975 و«سرنجة» 1978 و«أثناء النوم، أثناء الرعد» 1981. خلال فترة التسعينات كتب كارتر عمله المكون من ثلاث حركات بعنوان «سيموفنيا: أنا جائزة الأمل المتدفق» وأوبرا «ماذا بعد» المكونة من فصل واحد.
يعد كارتر أحد أهم وأكثر الشخصيات المؤثرة في الموسيقى الحديثة. وفي دوائر كثيرة تعتبر أعماله وضعت الأساس في حبكتها وحماسها الإدراكي – للتأليف الموسيقي الجاد على مدى آخر خمسة عقود. وراء ذلك، تشهد على وضع كارتر الجمالي كصلة بين أمريكا وأوروبا، بين الموسيقى المبكرة النشطة الأمريكية الجديدة لفترة العشرينات والثلاثينات والموسيقى التجريبية لفترة ما بعد الحرب في الطليعة الأوروبية إلا أن موسيقى كارتر ما زالت في حاجة للاتصال مع جمهور موسيقي أعرض، رغم أن تعقيدها غالبا يبدو مبهر مثل حرفيتها، تظل ذوقا يكتسبه المستمع. ورغم أن بعض المقطوعات خاصة الرباعيات الوترية ستجد مكانا دائما في برامج الحفلات، فإن معظم موسيقى كارتر قد تظل تستقبل بحماس فيما لا يزيد عن الدائرة الصغيرة المخلصة له، مثلما هي اليوم.

## روابط خارجية
- إليوت كارتر على موقع IMDb (الإنجليزية)
- إليوت كارتر على موقع الموسوعة البريطانية (الإنجليزية)
- إليوت كارتر على موقع مونزينجر (الألمانية)
- إليوت كارتر على موقع ميوزك برينز (الإنجليزية)
- إليوت كارتر على موقع قاعدة بيانات برودواي على الإنترنت (الإنجليزية)
- إليوت كارتر على موقع إن إن دي بي (الإنجليزية)
- إليوت كارتر على موقع أول ميوزيك (الإنجليزية)
- إليوت كارتر على موقع ديسكوغز (الإنجليزية)
- إليوت كارتر على موقع قاعدة بيانات الفيلم (الإنجليزية)